# Fernand Jacquet
Fernand Jacquet (teljes nevén:Fernand Maximillian Leon Jacquet, Petit Chapelle, Belgium, 1888. november 12. – Beaumont, 1947. október 12.) nemesi családból származó belga katona volt. Az első világháború alatt a negyedik legsikeresebb belga ászpilóta lett 7 elért légi győzelemmel. Számos magas katonai kitüntetés birtokosa.

## Élete
Jacquet 1882-ben született, egy gazdag belga földbirtokos családban. Gyermekkora kiválóan telt, a legjobb iskolákban tanulhatott, és óriási jómódban élt.
1907-ben belépett a katonai akadémiára, és gyalogsági tisztnek készült. Gyenge látása ellenére elvégezte a pilótaképzést is, 1913. február 25-én. Megtetszett neki a repülés, és ennél a fegyvernemnél maradt. Első repüléseit 2me repülőszázad tagjaként repülte. 1915-ben azonban az 1ére-be osztották. Hamarosan megszerezte első légi győzelmét (1915. április 17.), amely az első belga légi győzelem volt a háborúban. Népszerűsége légi győzelmeinek számával együtt emelkedett. Hamarosan a belga légierő egyetlen igazi ezredének a Groupe de Chasse-nak parancsnoka lett. Albert belga király többször is kitüntette, majd a Groupe de Chasse elit repülőszázad parancsnokává léptette elő Jacquet-et.
1920-ban leszerelt, és rá egy évvel 1921-ben alapított egy repülési iskolát.
1942-ben a második világháborúban a szövetségesek nagy segítője volt. Titkos csempészetet folytatott a belga és francia partizánokkal.
1947-ben 59 éves korában hunyt el.

## Légi győzelmei
| Sorszám     | Dátum             | Egysége          | Repülőgép      | Ellenfél   |
| ----------- | ----------------- | ---------------- | -------------- | ---------- |
| 1           | 1915. április 17. | 1ére             | Maurice Farman | Albatros C |
| 2           | 1916. május 20.   | 1ére             | Maurice Farman | Hydr C     |
| Igazolatlan | 1916. május 26.   | 1ére             | Maurice Farman | EA         |
| Igazolatlan | 1916. május 27.   | 1ére             | Maurice Farman | EA         |
| 3           | 1916. június 23.  | 1ére             | Maurice Farman | Fokker     |
| 4           | 1916. július 30.  | 1ére             | Maurice Farman | LVG C      |
| 5           | 1917. február 1.  | 1ére             | Maurice Farman | Rumpler C  |
| 6           | 1918. október 4.  | Groupe de Chasse | SPAD           | Rumpler C  |
| 7           | 1918. november 6. | Groupe de Chasse | SPAD           | -          |

## Lásd még
- Belgium
- Első világháború